# Charlie Crist
Charles Joseph Crist, Jr, detto Charlie (Altoona, 24 luglio 1956), è un politico e avvocato statunitense, governatore della Florida dal 2007 al 2011 e membro della Camera dei Rappresentanti per lo stesso stato dal 2017 al 2022.

## Biografia
Crist nacque in Pennsylvania da Charles Joseph Crist, Sr. e Nancy. La famiglia si trasferì poi in Florida, a St. Petersburg. Charlie è il secondo di quattro figli, l'unico maschio.
Crist iniziò la sua carriera politica da repubblicano svolgendo la funzione di membro del Senato statale della Florida dal 1993 al 1999 e candidandosi senza successo al Senato degli Stati Uniti nel 1998. Svolse poi la funzione di Commissario dell'Istruzione della Florida (dal 2001 al 2003) e di Attorney General (dal 2003 al 2007) della Florida prima di essere eletto governatore nel 2006.
Crist decise di non ricandidarsi come Governatore nel 2010 e si candidò invece nuovamente al Senato degli Stati Uniti dopo il ritiro del senatore uscente repubblicano Mel Martinez. Inizialmente avanti nei sondaggi per le primarie repubblicane, fu poi superato da Marco Rubio. Nell'aprile 2010 però Crist lasciò il Partito Repubblicano e si candidò da indipendente. Nelle elezioni generali prese quindi il 30% dei voti contro il 49% di Rubio, risultando quindi sconfitto.
Il 7 dicembre 2012 si iscrisse al Partito Democratico dopo aver sostenuto Barack Obama per la rielezione nel 2012. Nel 2014 si ricandidò come Governatore da democratico, perdendo però di misura contro il Governatore uscente Rick Scott con meno dell'1% di scarto.
Nel 2016 viene eletto alla Camera dei rappresentanti per il tredicesimo distretto della Florida, battendo il deputato uscente David Jolly con il 52% dei voti contro il 48.
Si dimette da deputato il 31 agosto 2022 dopo essersi candidato nuovamente a governatore della Florida, alle cui elezioni dell'8 novembre successivo ottiene soltanto il 40% dei voti contro il governatore in carica Ron DeSantis, che viene rieletto con il 59,4%.